# Origes nigrovittatus
Origes nigrovittatus là một loài nhện trong họ Sparassidae.
Loài này thuộc chi Origes. Origes nigrovittatus được Eugen von Keyserling miêu tả năm 1880.